# 日本南五味子
日本南五味子（学名：Kadsura japonica）也称美男葛、红骨蛇、南五味子，为五味子科南五味子属下的一个种。模式标本采自日本。